# Asota confluens
Asota confluens är en fjärilsart som beskrevs av Embrik Strand 1915. Asota confluens ingår i släktet Asota och familjen nattflyn. Inga underarter finns listade i Catalogue of Life.